# بات هكتور
بات هكتور (29 يوليو 1958 في المملكة المتحدة - ) (بالإنجليزية: Pat Hector)‏ هو لاعب كريكت بريطاني. لعب مع نادي مقاطعة ساسكس للكريكت ‏.

## وصلات خارجية
- بات هكتور على موقع إي آس بي آن كريك إنفو (الإنجليزية)